# Carl Coutelle

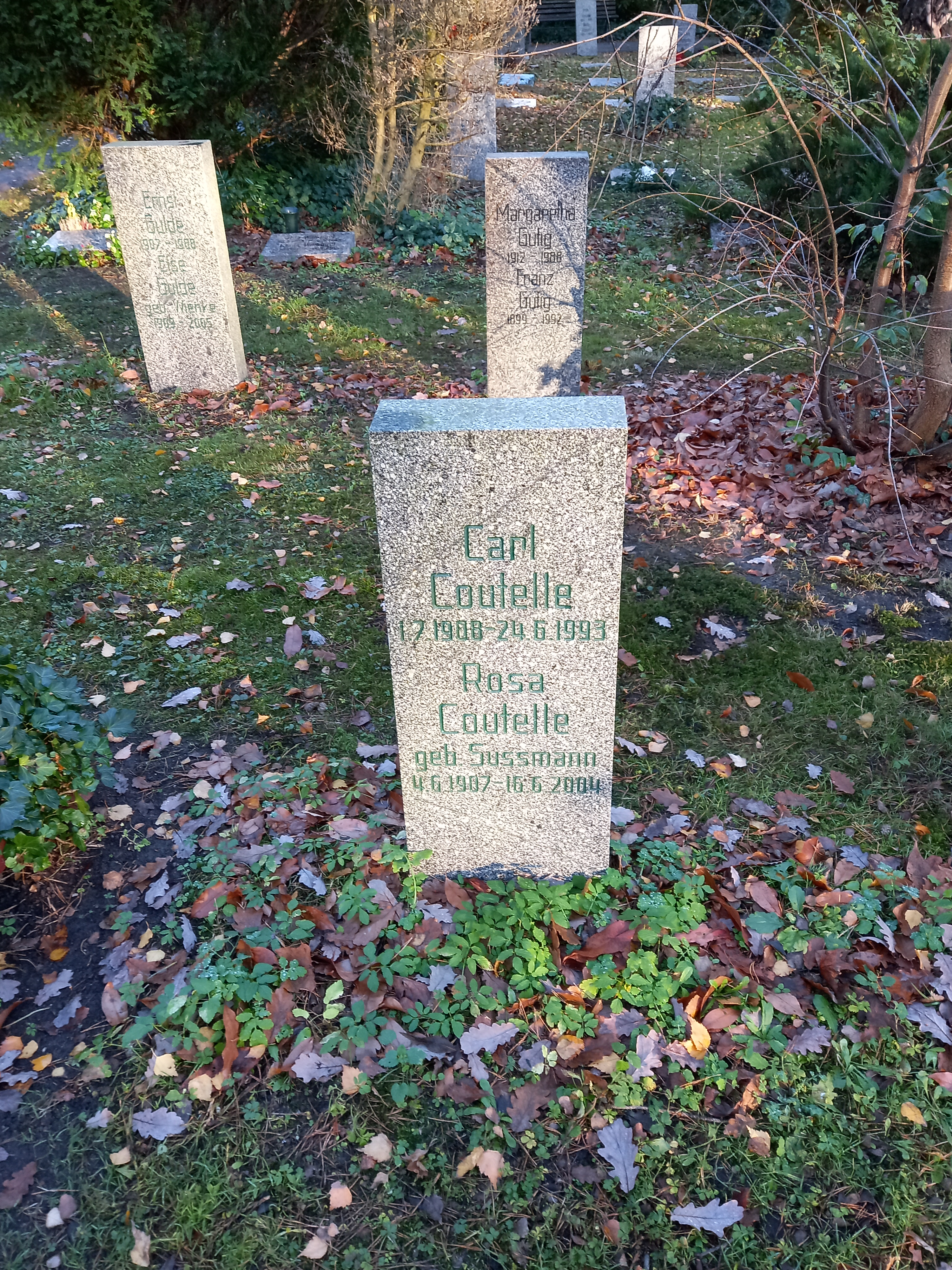
Das Grab von Carl Coutelle und seiner Ehefrau Rosa geborene Sussmann (1907–2004) auf dem Friedhof Pankow III in Berlin

Carl Coutelle (* 1. Juli 1908 in Elberfeld; † 24. Juni 1993 in Berlin) war ein deutscher Arzt und Pathologe. Im Spanischen Bürgerkrieg war er als Arzt für die Internationalen Brigaden tätig. Nach dem Zweiten Weltkrieg wirkte er zunächst in leitenden Positionen in der Zentralverwaltung für das Gesundheitswesen in der Sowjetischen Besatzungszone sowie später von 1959 bis 1963 als Professor an der Humboldt-Universität zu Berlin und anschließend bis 1971 als Ordinarius und Institutsdirektor an der Martin-Luther-Universität Halle-Wittenberg.

## Leben
Carl Coutelle wurde 1908 als Sohn eines deutschen Vaters und einer aus Lausanne kommenden Mutter geboren, beide Elternteile entstammten der Glaubensgemeinschaft der Hugenotten. Sein Vater war in Elberfeld als promovierter Chemiker bei der I.G. Farben tätig. Carl Coutelle absolvierte nach dem Elberfelder Gymnasium ein Studium der Medizin an den Universitäten Bonn, Düsseldorf sowie Freiburg und legte 1932 das ärztliche Staatsexamen und die mündliche Doktorprüfung ab. Im Januar 1933 begann er sein Medizinalpraktikantenjahr am Allgemeinen Krankenhaus Barmbeck in Hamburg. Aufgrund des Gesetzes zur Wiederherstellung des Berufsbeamtentums wurde er jedoch im Juli desselben Jahres fristlos entlassen, da er drei Jahre zuvor der Kommunistischen Partei Deutschlands (KPD) beigetreten war. Darüber hinaus wurde er von der Universität Freiburg relegiert, wodurch ihm die ärztliche Zulassung und der Abschluss seiner Promotion verwehrt wurden. Die Doktorwürde erhielt er rückwirkend erst 1946. Noch 1933 ging Carl Coutelle in die Sowjetunion, wo er in Moskau am Staatlichen Forschungsinstitut für Physiologie eine Anstellung als Assistent bekam. Er eignete sich hier insbesondere histologische Arbeitstechniken an und beschäftigte sich mit Studien zum Nervensystem. Die Untersuchungen der Morphologie und der Physiologie von Nerven und Ganglien bildeten auch in späteren Arbeiten den Schwerpunkt seiner Forschungsinteressen.
Mit Beginn des Spanischen Bürgerkrieges schloss er sich den Internationalen Brigaden an, für die er von 1937 bis zum Ende des Krieges im April 1939 als Arzt in verschiedenen Krankenhäusern an der Front und im Hinterland wirkte. Während dieser Zeit lernte er seine spätere Frau Rosa Süßmann kennen, die ebenfalls als Ärztin für die Interbrigaden tätig war und als Jüdin aus der Ukraine stammte. Beide heirateten noch während des Krieges. Nach Kriegsende waren sie in verschiedenen Lagern in Südfrankreich interniert. Carl Coutelle entschied sich nach seiner Entlassung, für das in den Vereinigten Staaten, England und anderen Ländern entstandene China Medical Aid Committee zusammen mit anderen Ärzten im Auftrag des Internationalen Roten Kreuzes über London in die Republik China zu gehen, um zunächst das Chinesische Rote Kreuz auf Seiten der Armee Chiang Kai-sheks in Südchina und ab 1943 den Sanitätsdienst der in Britisch-Indien stationierten chinesischen Truppen während des Zweiten Japanisch-Chinesischen Krieges zu unterstützen. Seine Frau ging ins Exil nach London, wo sie während des Krieges an verschiedenen Krankenhäusern in Sheffield, Chesterfield, Birmingham sowie als Leiterin der Kinderabteilung des City General Hospitals in Stoke-on-Trent arbeitete. Im September 1939 wurde ihr einziger Sohn Charles Coutelle geboren, der nach einem Medizinstudium in der DDR Humangenetiker wurde.
Im November 1945 kehrte Carl Coutelle nach Berlin zurück, wo er im folgenden Jahr wieder mit seiner Familie zusammentraf. 1946 wurde er Mitglied der Sozialistischen Einheitspartei Deutschlands (SED). Er übernahm eine Anstellung in der Zentralverwaltung für das Gesundheitswesen in der Sowjetischen Besatzungszone, wo er zunächst als Referatsleiter in der Personalabteilung, ab September 1946 als Leiter der Hauptabteilung Statistik, Gesetzgebung, Organisation, ab September 1947 als Leiter der Abteilung Medizinalberufe sowie ab 1948 als Leiter der Abteilung Personal und Schulung tätig war. Innerhalb der Zentralverwaltung galt er als Vertreter einer im Sinne der Entnazifizierung „radikalen Personalpolitik“. 1949 wurde er Mitarbeiter der Hauptverwaltung Gesundheitswesen der Deutschen Wirtschaftskommission. Bereits im selben Jahr wandte er sich jedoch wieder einer wissenschaftlichen Tätigkeit zu und begann als Assistent am Pathologischen Institut in Berlin-Buch und später am Institut für Pathologie der Charité. Fünf Jahre später wurde er mit einer Arbeit zur Nervenausbreitung in Tumoren habilitiert. 1955 erfolgte seine Berufung zum Dozenten und 1958 zum Prosektor am Pathologischen Institut der Charité, 1959 wurde er Professor mit Lehrauftrag an der Medizinischen Fakultät der Humboldt-Universität. Vier Jahre später wechselte er als ordentlicher Professor und Direktor des Instituts für Pathologie an die Martin-Luther-Universität Halle-Wittenberg, an der er bis zu seiner Emeritierung im Jahr 1971 tätig war und kommissarisch auch das Institut für Gerichtsmedizin leitete. Er starb 1993 in Berlin.

## Auszeichnungen
Carl Coutelle wurde in der DDR unter anderem mit dem Vaterländischen Verdienstorden in Gold sowie als ehemaliger Angehöriger der Internationalen Brigaden mit der Hans-Beimler-Medaille ausgezeichnet.

## Werke (Auswahl)
- Über Nervenausbreitung in experimentellen Mäusetumoren. Berlin 1954 (Habilitationsschrift)
- Lehrbuch der speziellen Pathologie. Jena 1976; Lizenzausgabe, Stuttgart 1976 (als Mitautor)